# Blue End
Blue End ist ein schweizer Dokumentarfilm von Kaspar Kasics aus dem Jahr 2000, der am Internationalen Filmfestival von Locarno uraufgeführt wurde.

## Inhalt
Blue End erzählt erstmals die vollständige und „unerhörte Geschichte“ (Zürcher Tages-Anzeiger) des texanischen Mörders Joseph P. Jernigan. Als fünftes und jüngstes Kind einer allein erziehenden und ständig abwesenden Mutter verlor er früh den Halt und geriet in Abhängigkeit von Alkohol und Diebstählen. Selbst die in jungen Jahren eingegangene Ehe änderte nichts an seinen notorischen Streifzügen, für die er zweimal zu geringen Strafen verurteilt wurde. Als er erneut spontan einen Einbruch verübte, wurde er vom Hausbesitzer beim Weggehen überrascht. In Panik, aufgrund der texanischen 'three-strike-rule' zu lebenslanger Haft verurteilt zu werden, kehrte er ins Haus zurück und tötete den Mann in hilfloser wie brutaler Weise, was ihm schliesslich durch den Schuss aus der herumstehenden Flinte des Hausbesitzers gelang. Jernigans Frau zeigte ihn bei der Polizei an. Da ihm der Staatsanwalt Patrick Batchelor eine 'overnight contact visit' mit seiner Frau anbot, unterzeichnete Jernigan ein Geständnis. In einem zweifelhaften, anderthalb Tage dauernden Prozess ohne Beizug von relevanten Zeugen oder Sachverständigen wurde Jernigan zum Tode verurteilt und 12 Jahre später in Huntsville im Beisein des Death House Chaplans und seines Bruders Bobby hingerichtet. Zehn Minuten später nahm Dr. Victor Spitzer von der Denver University of Colorado Jernigans Leichnam im Auftrag der National Library of Medicine der Vereinigten Staaten in Empfang: Als 'perfect body' für das ambitionierte Projekt des 'visible man'.
Mitte der 1990er Jahre tauchte Joseph Paul Jernigan anonym als erster vollständig digitalisierter Körper im Internet auf: Ein Quantensprung in der Anatomie, eine Pionierleistung der Wissenschaft, entwickelt im Einklang mit den Fortschritten der Computertechnologie. Universitäten auf der ganzen Welt forschen und arbeiten seither mit den veröffentlichten Daten. Die Hintergründe zu Jernigans Tat, das fragwürdige Gerichtsverfahren und die Art und Weise, wie die Wissenschaft zu Jernigans Körper kam, waren bis zum Erscheinen des Films unbekannt. In Blue End enthüllen der Bruder Bobby, die Ex-Frau Vicky, der Verteidiger, der Staatsanwalt, der Todespriester und die Wissenschafter die ganze 'unerhörte' Geschichte und durchleben sie noch einmal.

## Rezeption
Blue End wurde in der offiziellen Selektion (Panorama) der Internationalen Filmfestspiele Berlin und an namhaften Filmfestival weltweit gezeigt, unter anderem in Melbourne, Krakau, Thessaloniki und in Locarno. An der Berlinale wurde er mit dem ökumenischen Preis ausgezeichnet. Nominiert für den Schweizer Filmpreis erhielt er eine hohe Qualitätsprämie des Eidgenössischen Bundesamtes für Kultur.
Ein ungemein fesselnder Dokumentarfilm über die normale Unerhörtheit. Die angemessen komplexe Verflechtung von Argumenten und Gefühlen im Fall des menschlichen und des digitalisierten Jernigan ist Kaspar Kasics’ wahrhaft beeindruckende Leistung als Dokumentarfilmer.

Zürcher Tages-Anzeiger.
Ein komplexes Mosaik aus Sichtweisen und Beziehungen, das gerade in seiner kommentarlosen Lakonie einen gewaltigen Eindruck erzeugt. Ein grossartiger Film über die letzten Dinge. Ein Meisterwerk.

Frankfurter Allgemeine Zeitung
Ein erschütterndes Filmdokument  und bewegendes Plädoyer für die Menschlichkeit, die von einer atavistischen Justiz wie von einer fanatischen Wissenschaft mit Füssen getreten wird.

Basler Zeitung
Ein atemraubendes Moritat über die Forschung und ihre Grenzen.

Schweizer Sonntagszeitung

## Kritiken
- Valentin Herzog: Im Dienste der Wissenschaft: Kaspar Kasics' „Blue End“. In: Basler Zeitung. Nr. 109, 2001, (; 318 KB).
- Mark Siemons: Der digitalisierte Mörder. Kaspar Kasics' großartiger Film über die letzten Dinge. In: Frankfurter Allgemeine Zeitung. 13. April 2000, (; 311 KB).
- Urs Steiner: Dem „Visible Man“ ein Gesicht geben: Kaspar Kasics über „Blue End“. In: Neue Zürcher Zeitung. Nr. 107, 2001, (; 363 KB).
- Christoph Schneider: Eintritt in die digitale Unsterblichkeit". In: Tagesanzeiger. , (; 414 KB).
- Deborah Young: Blue End. In: Variety. 3. September 2000, (; 237 KB).
- Thomas Schmid: Wiederauferstehung im Netz. In: Weltwoche. Nr. 20, 2001, (; 316 KB).